# František Hynek (pěvec)
František Hynek (8. listopadu 1837 Karlín u Prahy – 25. února 1905 Praha) byl český koncertní a operní pěvec, basbaryton. Jakožto režisér a pěvec se v Prozatímním a posléze v Národním divadle v Praze podílel na premiérovém uvedení několika oper Bedřicha Smetany.

## Život

### Mládí
Narodil se v Karlíně na předměstí Prahy do dobře zaopatřené rodiny. Jeho strýcem byl pražský nakladatel a knihkupec Alois Hynek, majitel stejnojmenného nakladatelství. František od mládí tíhl k hudbě a zpěvu, stejně jako jeho sourozenci. mj. bratr Adolf se později stal hráčem na kontrabas v orchestru divadla v Mnichově. V Praze studoval gymnázium, ale v kvintě propadl. Následně jej otec pak zapsal ke studiu kostelního zpěvu, varhan a sbormistrovství u profesora Vogla. Varhanickou školu zakončil roku 1862.

### Pěvecká dráha
Toužil však po kariéře divadelního pěvce a téhož roku se tak vydal pěšky do Stuttgartu, kde byl přijat do souboru zdejšího divadla. Již v listopadu 1862 se, údajně po urgenci F. L. Riegra, vrátil do Prahy, aby se stal členem nově vznikajícího samostatného českého operního souboru v pražském Prozatímním divadle pod vedením ředitele divadla Jana Nepomuka Maýra.
V 70. letech 19. století pak hostoval v řadě divadel na dalších místech rakousko-uherské monarchie či Německého císařství, mj. Linci, Augsburgu, Düsseldorfu, Vídni a v Kolíně nad Rýnem či haličském Lvově. Do opery již vznikajícího Národního divadla se navrátil v březnu 1881, po odchodu sólisty Josefa Palečka do Ruska. V 80. a 90. letech se pak vedle pěvecké věnoval také režijní činnosti a byl režisérem řady zde uváděných oper.
Roku 1902 oficiálně ukončil pěveckou kariéru rolí žalářníka Beneše ve Smetanově Daliborovi.

### Úmrtí
František Hynek zemřel 25. února 1905 v Praze ve věku 67 let. Pohřben byl na Olšanských hřbitovech.

### Rodina
Byl ženat s Františkou, rozenou Goghovou, se kterou vychovával dva adoptivní syny.

## Dílo
Za svou kariéru ztvárnil desítky nejrůznějších operních pěveckých úloh. Mj. účinkoval v několika premiérových uvedeních oper Bedřicha Smetany: roku 1863 v Prozatímním divadle v titulní úloze Wolframa ve Smetanově operní prvotině Braniboři v Čechách, roku 1866 v Prozatímním divadle jako Kecal v Prodané nevěstě, roku 1881 již v Národním divadle jako Lutobor z Dobroslavského Chlumce v Libuši a roku 1882 v Prozatímním divadle (kvůli požáru Národního divadla v srpnu 1881) jako poustevník Beneš v Čertově stěně.